# Kartodromo Internacional de Betim
O Kartódromo Internacional de Betim é uma pista de corrida brasileiro localizada na cidade de Betim, em Minas Gerais. O Kartódromo foi inaugurado em 1996 e no ano seguinte em 1997 sediou o 32º Campeonato Brasileiro de Kart . Em 2001 voltou a receber campeonato nacional da categoria, sediando o 36º Campeonato Brasileiro de Kart.

### Infraestrutura
O Kartódromo Internacional de Betim conta com uma pista no padrão internacional, com 1110 metros de comprimento, 36 opções de traçados e ampla área de escape totalmente gramada e nenhum obstáculo fixo interno.

### História
Após dois anos de obras, foi inaugurado em 1996 o Kartódromo Toninho da Matta, homenageando o piloto mineiro 14 vezes campeão brasileiro de Turismo.
A partir de 2007, o Kartódromo Internacional de Betim adotou seu nome atual passando por muitas mudanças em sua estrutura física e também na pista, como por exemplo a criação de outras opções de traçado.